# Алабастер
Алабастер (англ. Alabaster  ) — город и южный пригород Бирмингема в округе Шелби в США, штат Алабама. По данным переписи 2020 года численность населения составляла 33 284 человека. Алабастер — 16-й по величине город в Алабаме по числу жителей.

## Население
| 2010   | 2013    | 2020[…] |
| ------ | ------- | ------- |
| 30 352 | ↗31 342 | ↗33 284 |